# Simon Sutour

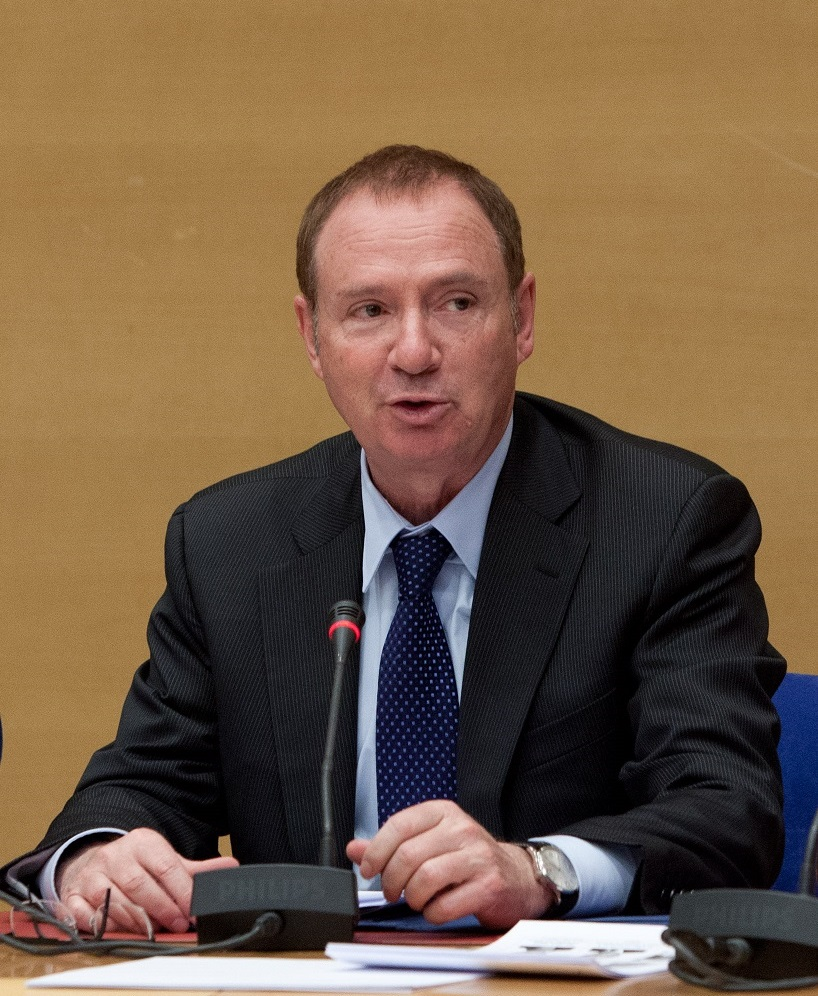
Simon Sutour

Simon Sutour (* 18. August 1952 in Sète) ist ein französischer Politiker. Er ist seit 1998 Mitglied des Senats.
Sutour lebte seit seiner Kindheit in Nîmes und war beruflich Verwaltungsbeamter. Er arbeitete unter anderem für den Generalrat des Départements Gard, bevor er 1998 für die Parti socialiste in den Senat einzog. 2008 wurde er wiedergewählt. Er war zeitweise Sekretär des Senats. Seit 2011 ist er Präsident der Kommission für europäische Angelegenheiten.